# Thomasia discolor
Thomasia discolor är en malvaväxtart som beskrevs av Ernst Gottlieb von Steudel. Thomasia discolor ingår i släktet Thomasia och familjen malvaväxter. Inga underarter finns listade i Catalogue of Life.